# دانیو زمردی
دانیو زمردی (Danio erythromicron) که اغلب با نام‌های دانیو زمردی کوتوله و یا رازبورای زمردی کوتوله شناخته می‌شود، گونه‌ای از ماهی کپورماهیان بومی دریاچه اینله در کشور میانمار در جنوب‌شرقی آسیا است.

## مراجع
1. ↑  Vidthayanon, C. (2011). "Danio erythromicron". IUCN Red List of Threatened Species. IUCN. 2011: e.T181072A7657747. doi:10.2305/IUCN.UK.2011-1.RLTS.T181072A7657747.en. Retrieved 12 November 2021.
2. ↑  Annandale, N. (1918-05-09). "Fish and fisheries of the Inlé Lake". Records of the Indian Museum. 14: 33–64. doi:10.5962/bhl.part.18603.
3. ↑  "Synonyms list". FishBase. Retrieved 3 April 2013.

## لینک های خارجی
- Microrasbora erythromicron
- Froese, Rainer, and Daniel Pauly, eds. (2007). Danio erythromicron در پایگاه داده ماهی. نسخه February 2007.